# Ichneumon flavifrons
Ichneumon flavifrons es una especie de insecto del género Ichneumon de la familia Ichneumonidae del orden Hymenoptera.

## Historia
Fue descrita científicamente por primera vez en el año 1793 por Preysler.